# Gran ciutat
Les grans ciutats són, a partir d'una definició donada a la Conferència Internacional d'Estadística de 1887 aquelles ciutats amb més de 100.000 habitants.

## Grans ciutats de lesIlles Balears
Dades del 2001 Font Arxivat 2007-09-22 a Wayback Machine.
- Palma (333.801)

## Grans ciutats delPaís Valencià
Dades del 2001 Font Arxivat 2007-09-22 a Wayback Machine.
- València (738.441)
- Alacant (284.580)
- Elx (194.767)
- Castelló de la Plana (147.667)

## Grans ciutats deCatalunya
Dades del 2009 Font Idescat
- Barcelona (1.621.537)
- L'Hospitalet de Llobregat (257.038)
- Badalona (219.547)
- Terrassa (210.941)
- Sabadell (206.493)
- Tarragona (140.323)
- Lleida (135.919)
- Mataró (121.722)
- Santa Coloma de Gramenet (119.717)
- Reus (107.118)

## Grans ciutats d'Alemanya
L'any 2003 hi havia 82 grans ciutats a Alemanya. Vegeu la Llista de les grans ciutats d'Alemanya.
Unes altres vuit ciutats alemanyes tingueren els entre els darrers 50 i 60 anys alguna vegada més de 100.000 habitants. En total, per tant, 90 ciutats alemanyes han estat alguna vegada grans ciutats.

## Grans ciutats deRússia
Rússia comprenia 163 grans ciutats l'any 2009. Vegeu la Llista de les ciutats de Rússia.

## Grans ciutats d'Àustria
Dades de l'any 2005
- Viena (1.631.082)
- Graz (226.244)
- Linz (188.118)
- Salzburg (148.546)
- Innsbruck (134.803)

## Grans ciutats deSuïssa
Dades del desembre de 2004
- Zúric (366.145)
- Ginebra (185.526)
- Basilea (166.120) *
- Berna (127.352)
- Lausana (115.985)

* Dades del 2002

## Enllaços i altres pàgines
- Institut d'Estadística de Catalunya
- Llista de municipis de Catalunya
- Llista de capitals de comarca dels Països Catalans
- Llista de les grans ciutats d'Alemanya
- Llista de les ciutats de Rússia
- Llista de les ciutats de Grècia
- Llista de les ciutats d'Egipte
- Llista de les ciutats de Líbia